# 方濟各·拉瓦爾
聖方濟各·拉瓦爾，MEP（法語：Francis de Laval，全名；1623年4月30日—1708年5月6日）是一名法國天主教傳教士、魁北克教區的第一位主教及墨西哥以北的美洲首位天主教主教。
1980年獲教宗若望·保祿二世封為真福，2014年4月3日教宗方濟各以「相當於冊封」的方式把他與另外兩人列為聖人。
加拿大的拉瓦爾大學和魁北克省的拉瓦勒皆以其為名。